# Вейн-Темпест-Стюарт, Чарльз, 7-й маркиз Лондондерри
Чарльз Стюарт Генри Вейн-Темпест-Стюарт, 7-й маркиз Лондондерри (англ. Charles Vane-Tempest-Stewart, 7th Marquess of Londonderry; 13 мая 1878 — 10 февраля 1949) — британский пэр и политик, именовавшийся лордом Стюартом с 1878 по 1884 год и виконтом Каслри с 1884 по 1915 год. Его лучше всего помнят за его пребывание на посту министра авиации в 1930-х годах и за его попытки достичь взаимопонимания с нацистской Германией. В 1935 году он был уволен из Министерства авиации, но остался в Кабинете министров в качестве лорда-хранителя Малой печати и лидера Палаты лордов.
Его основной послужной список в Министерстве авиации включал:
Он сохранил ядро Королевских ВВС в то время, когда даже это было под угрозой со стороны Казначейства. Он поощрял планирование жизненно важных новых истребителей, таких как «Харрикейн» и «Спитфайр». Именно под его руководством был разработан радар для использования Королевскими ВВС. Колледж персонала в Кранвелле был открыт в последние месяцы его пребывания на посту министра авиации….[Но, недооценив люфтваффе, он] сильно ошибся в вопросе о численности немецкой авиации в 1934-5 годах"
.

## История и образование
Родился 13 мая 1878 года. Старший сын Чарльза Вейна-Темпеста-Стюарта, 6-го маркиза Лондондерри (1852—1915), и леди Терезы Сьюзи Хелен Толбот (1856—1919), дочери 19-го графа Шрусбери. Он получил образование в Итонском колледже и в Королевском военном колледже в Сандхерсте.

## Ранняя карьера
22 мая 1895 года лорд Каслри был назначен вторым лейтенантом 2-го (Сихемского) артиллерийского добровольческого корпуса Дарема, корпуса в составе добровольческих сил, приданных артиллерии Королевского гарнизона (Западная дивизия), которым в то время командовал его отец, владевший шахтой Сихем, из которой были набраны многие артиллеристы, занятые неполный рабочий день . После окончания Сандхерста он был зачислен в Королевскую конную гвардию в звании младшего лейтенанта 8 сентября 1897 года. Он был произведен в лейтенанты 30 августа 1899 года и назначен адъютантом 9 мая 1900 года.
В начале 1901 года он был назначен королем Эдуардом VII, чтобы принять участие в специальной дипломатической миссией объявить о присоединении короля к правительствам Австро-Венгрии, Румынии, Сербии и Турции . В августе 1903 года, после королевского визита в Ирландию, он был назначен членом четвёртого класса (в настоящее время — старший лейтенант) из Королевского Викторианского ордена, его отец был удостоен рыцарь Большого креста ордена одновременно. Он оставил должность адъютанта в Королевской конной гвардии 24 марта 1904 года и был произведен в капитаны 6 апреля.
Впоследствии родители заставили виконта Каслри баллотироваться в Палату общин на парламентских выборах 1906 года от Мэйдстоуна. Он сохранил свой армейский чин, но с января 1910 года был включён в список на половинное жалованье. Его относительно неудачная карьера на истощенных профсоюзных скамьях была прервана возвращением в британскую армию во время Первой мировой войны.

## Первая мировая война
В качестве члена парламента капитан Каслри отправился в Северную Францию в первые недели войны и прибыл в Париж 29 августа 1914 года, будучи накануне объявлен адъютантом генерала Уильяма Палтни. Несмотря на то, что Каслри был штабным офицером, он сразу же увидел множество боев и решил, что 2 сентября 1914 года застрелил одного из врагов. В последующие месяцы 1914 года Каслри был свидетелем разрушений войны и ужасных страданий раненых британцев. 1 ноября он был повышен до временного звания майора в своём старом полку, а 7 ноября — до основного звания.
До сих пор не желавший, как и его отец, вмешиваться в ирландскую политику, но война побудила его заняться вербовкой в Ирландии. Со смертью своего отца в феврале 1915 года он перестал быть депутатом парламента от Мейдстона и унаследовал титул 7-го маркиза Лондондерри, а также огромное богатство и статус, которые ему сопутствовали. Его высокое положение помогло его политической карьере, не в последнюю очередь в Ирландии, что позже привлекло к нему благосклонное внимание британского правительства. В 1915 году лорд Лондондерри (каким он теперь стал) ll был упомянут в депешах и вернулся в свой полк Королевской конной гвардии. Он впервые увидел в 1915 году ужасающие последствия газовой атаки на людей, когда приезжие солдаты отравились газом в Первой битве при Ипре.
В 1916 году маркиз Лондондерри был назначен заместителем командира «Синих», входивших в состав 8-й кавалерийской бригады. Он служил на фронте во время битвы на Сомме, лично став свидетелем массовой резни; его ближайший друг, подполковник Гарольд Брасси, шафер на его свадьбе в 1899 году, был убит. Он был исполняющим обязанности подполковника с 15 декабря 1916 года по 20 января 1917 года.
В 1917 году маркиз Лондондерри принял на себя командование сводным батальоном из состава 8-й кавалерийской бригады в звании подполковника, а Королевская конная гвардия («Синие») приняла участие в массированных атаках конной кавалерии на Монши-ле-Пре на берегу моря утром 11 апреля 1917 года, во время битвы при Аррасе. Монши-ле-Пре был одним из ключей к северному концу линии Гинденбурга. Во время разведки противника у Монши командующий 8-й кавалерийской бригадой, бригадный генерал Чарльз Балкли-Джонсон, получил огнестрельное ранение в лицо; он упал с пронзительным криком, тридцатый британский генерал, погибший в бою или умерший от ран на Западном фронте. Это сделало подполковника Лондондерри временно командующим 8-й кавалерийской бригадой во время их боевых действий в битве при Аррасе. В Монши 600 кавалеристов пострадали, и намного больше лошадей погибло. Животные были привязаны на открытом воздухе, так как их всадники укрывались; попытки отвести их в тыл во время «заградительного огня» только увеличили потери. Для лорда Лондондерри опыт войны и бойни его братьев-офицеров, семьи и школьных друзей, с которыми он вырос, по словам профессора Кершоу, «оставят на нем неизгладимый след».
После службы в Ирландской конвенции 1917—1918 годов лорд Лондондерри входил в состав недолговечного Консультативного совета вице-короля, заседавшего в Дублинском замке осенью 1918 года. Произведен в подполковники 7 ноября 1918 года, уволился из армии 10 сентября 1919 года в звании майора и подполковника.
13 августа 1920 года маркиз Лондондерри был назначен почетным полковником 55-й средней бригады Королевской гарнизонной артиллерии в территориальной армии, которая пришла на смену 2-м (Сихем) Даремским артиллерийским добровольцам его отца. Он продолжал в этой роли до Второй мировой войны, после того как он был преобразован в 63-й (Нортумбрийский) зенитный полк Королевской артиллерии в противовоздушном командовании.

## Междувоенный период
Маркиз Лондондерри был назначен в новый воздушный совет в Вестминстере в 1919 году послевоенным коалиционным правительством. Повышенный до заместителя государственного секретаря по авиации в 1920 году, маркиз Лондондерри, тем не менее, был разочарован и воспользовался своими связями в Ольстере, чтобы войти в первый кабинет правительства Северной Ирландии в июне 1921 года в качестве лидера Сената и министра образования. Маркиз Лондондерри особенно интересовался образованием и выступал за секуляризацию, не в последнюю очередь как за способ покончить с католическим образованием. Маркиз Лондондерри назначил комиссию, возглавляемую Робертом Линном, для проработки вопросов образования. Линн заявил во время слушаний в комиссии, что, по его мнению, было бы пустой тратой государственных средств преподавать гэльский язык в школах, отвергнув тем самым предложение, которое широко рассматривалось как поощрение профсоюзного движения. Это привело к католическому бойкоту комиссии.
В Белфасте он действовал как сдерживающий фактор для все более сектантского и мятежного правительства премьер-министра сэра Джеймса Крейга. Тем не менее, Закон об образовании Лондондерри 1923 года не получил особой поддержки со стороны протестантских или католических образовательных организаций и был изменён до такой степени, что его цель — секуляризация школьного образования в Северной Ирландии — была утрачена.
В 1926 году он вышел из правительства Северной Ирландии, а в 1929 году покинул парламент Северной Ирландии. Во время всеобщей забастовки 1926 года Лондондерри выступил в амплуа умеренного шахтовладельца, что было легче для него вследствие относительной успешности его шахт в графстве Дарем. Его действия удостоились высокой оценки, и с учётом роли супругов Лондондерри в качестве организаторов политического салона премьер-министр Стэнли Болдуин включил его в состав Кабинета министров в 1928 году в качестве Первого комиссара по труду. Впоследствии Лондондерри пригласили присоединиться к чрезвычайному национальному правительству под руководством премьер-министра Рамси Макдональда и лорда-президента Болдуина в 1931 году. Это стало причиной некоторого скандала, поскольку многие критики Макдональда обвинили бывшего лейбористского лидера в слишком дружеских отношениях с Эдит, леди Лондондерри.
Когда Национальное правительство победило на парламентских выборах 1931 года, он вернулся в кабинет министров в качестве государственного секретаря по авиации (Лондондерри имел лицензию пилота). Эта должность становилась все более важной во время его пребывания на этом посту, не в последнюю очередь благодаря дискуссиям о разоружении на Конференции Лиги Наций в Женеве. В сентябре 1931 года Япония захватила китайскую область Маньчжурия, создав фиктивное государство Маньчжоу-го, одновременно заявляя, что остальная часть Китая находится в исключительной японской сфере влияния. Против этой интерпретации  яростно возражало китайское правительство. В январе 1932 года началась Первая битва за Шанхай, в ходе которой японцы превратили большую часть Шанхая в руины . Сцены Шанхая в огне вместе со все более настойчивыми заявлениями Японии о Китае и Дальнем Востоке в целом как о сфере её влияния убедили Лондондерри в том, что Великобритании нужны сильные королевские военно-воздушные силы как лучший способ удержать Японию от нападения на Британскую империю и обеспечить, чтобы Великобритания была готова к войне, если англо-японские отношения ухудшатся.
Маркиз Лондондерри поддержал двусмысленную линию британского правительства в отношении разоружения, но выступил в кабинете министров против любых шагов, которые могли бы поставить под угрозу оборонную ценность Королевских военно-воздушных сил. Таким образом, он подвергся нападению со стороны Клемента Эттли и Лейбористской партии и стал обузой для Национального правительства. Весной 1935 года он был уволен из Министерства авиации, но остался в Кабинете министров в качестве лорда-тайного советника и лидера Палаты лордов. В сочетании с его ролью ведущего члена Англо-германского братства, он получил популярное прозвище «Герр Лондондерри».
Чувство обиды, которое испытал лорд Лондондерри при этом, и обвинения в том, что он ввел Болдуина в заблуждение относительно силы люфтваффе нацистской Германии это заставило его попытаться очистить свою репутацию «поджигателя войны», занявшись любительской дипломатией. Британский историк Ричард Гриффитс провел различие между миротворцами — этим термином он назвал правительственных чиновников, которые верили в умиротворение государств Оси по целому ряду причин, многие из которых были вполне прагматичными, и энтузиастами нацистской Германии, которых он описал как группу людей, которые, действуя самостоятельно как частные лица, стремились улучшить отношения с Третьим рейхом, обычно по идеологическим причинам. Гриффитс считал Лондондерри энтузиастом нацистской Германии, а не миротворцем, отметив, что после июня 1935 года Лондондерри в основном выступал от собственного имени в общении с нацистскими лидерами. Лондондерри вступил в англо-германское Братство, общество, которое стремился объединить элиты из Великобритании и Германии с целью заключения англо-германского союза.
В период с января 1936 по сентябрь 1938 года маркиз Лондондерри совершил шесть визитов в нацистскую Германию, первый из которых длился три недели, но седьмое приглашение, которое было принято в марте 1939 года, было резко отклонено лордом Лондондерри после нацистской оккупации Праги. С начала 1936 года публичные заявления Лондондерри о Третьем рейхе стали заметно вызывающими восхищение и сочувствие. В марте 1936 года Леопольд фон Хеш, посол Германии в Лондоне, в своём докладе в Берлин назвал лорда Лондондерри «одним из тех, на кого немецкое правительство полагалось за правильные мнения». В рамках своей любительской дипломатии в конце мая 1936 года лорд Лондондерри пригласил Иоахима фон Риббентропа, посла Германии при английском дворе, позже министра иностранных дел Германии, в его родовой дом в Северной Ирландии, в Маунт-Стюарт. Риббентроп приземлился в Ньютаунардс с «шумной бандой эсэсовцев», и четырёхдневный визит стал сюжетом в национальных газетах. Лондондерри развлекал Риббентропа ещё четыре дня в его семейном доме в графстве Дарем, Виньярд-Холле 13-17 ноября, и сопровождал его на брифингах с правительственными чиновниками в Лондоне.
Во время первых двух визитов, до отречения Эдуарда VIII, которого нацисты считали сторонником, маркиз Лондондерри считался Адольфом Гитлером британским аристократом, имеющим реальное влияние. Дружелюбное отношение к Лондондерри в Берлине нашло свое отражение в том, что Гитлер неосмотрительно информировал своего гостя в октябре 1936 года о своих намерениях в отношении Чехословакии и Польши, за годы до того, как произошло два вторжения.
Хотя лорд Лондондерри незамедлительно передал информацию об указанном Гитлером будущем направлении политики Германии члену британского правительства в письме лорду Галифаксу от 24 декабря 1936 года, перевооружение в Великобритании не было заметно ускорено. В конце концов, громкая пропаганда англо-германской дружбы маркиза Лондондерри нанесла ему гораздо больший оскорбление, чем то, что изначально заставило его пойти на умиротворение.

## Падение в немилость
Под ударом антинацистов в Вестминстере и за его пределами лорд Лондондерри попытался объяснить свою позицию, опубликовав в марте 1938 года «Мы и Германия». Затем, после Мюнхенского соглашения, в октябре 1938 года, лорд Лондондерри написал в письме, что ему известно, что Гитлер был «постепенно возвращаясь к теориям, которые он развил в тюрьме», работая над Mein Kampf. Работа Лондондерри была откровенно антисемитской, заявляя: «Я не испытываю большой симпатии к евреям … можно проследить их участие в большинстве международных беспорядков, которые вызвали столько разрушения в разных странах».
Сыграв незначительную роль в отставке Невилла Чемберлена с поста премьер-министра в 1940 году, лорд Лондондерри не смог добиться какой-либо благосклонности нового премьер-министра Уинстона Черчилля (его троюродного брата), который мало думал о его талантах. Заговорив о своём возможном интернировании, лорд Лондондерри удалился в Маунт-Стюарт, где выпустил «Крылья судьбы» (1943), относительно короткие мемуары, которые подверглись значительной критике со стороны некоторых из его бывших коллег, и где после серии ударов он умер в 1949 году.
На накидке своей курительной комнаты в Маунт-Стюарте маркиз Лондондерри сохранил память о своём дипломатическом демарше: фарфоровую фигурку Аллак SS Fahnenträger (знаменосца СС) . Дар рейхсмаршала Германа Геринга (продукт принудительного труда из концлагеря Дахау) не был ни уничтожен, ни удален с началом войны.
Лорд Лондондерри служил лордом-лейтенантом графства Даун с 1915 по 1949 год и графства Дарем с 1928 по 1949 год, а также ректором Даремского университета и Королевского университета Белфаста. Он был мэром Дарема в год коронации Георга VI (1937). Он был приведен к присяге в Ирландском Тайном совете в 1918 году, в Тайном совете Северной Ирландии в 1921 году и в Имперском Тайном совете в 1925 году и назначен кавалером Ордена Подвязки в 1919 году.

## Семья
28 ноября 1899 года в церкви Святого Петра на Тон-сквер лорд Лондондерри женился на достопочтенной Эдит Хелен Чаплин (3 декабря 1879 — 23 апреля 1959), старшей дочери Генри Чаплина, 1-го виконта Чаплина (1840—1923), и леди Флоренс Сазерленд-Левесон-Гоуэр (1855—1881), дочери 3-го герцога Сазерленда. У супругов были следующие дети:
- Леди Морин Хелен Вэйн-Темпест-Стюарт (1900 — 20 июня 1942), вышедшая замуж в 1920 году за достопочтенного Оливера Фредерика Джорджа Стэнли[англ.] (1896—1950), от брака с которым у неё были сын и дочь
- Эдвард Чарльз Стюарт Роберт Вейн-Темпест-Стюарт, 8-й маркиз Лондондерри (18 ноября 1902 — 17 октября 1955), старший сын и преемник отца
- Леди Маргарет Фрэнсис Энн Вейн-Темпест-Стюарт (9 марта 1910 — 19 октября 1966), которая вышла первым браком замуж в 1934 году (развод в 1939) за британского инженера Фредерика Алана Ирвинга Манца[англ.] (1899—1985), а в 1952 году (развод в 1958) её вторым мужем стал британский писатель и режиссёр Хью Фалькус[англ.] (1917—1996).
- Леди Хелен Маглона Вейн-Темпест-Стюарт (8 июля 1911 — 11 марта 1986), 1-й муж 1935 года Эдвард Джессел, 2-й барон Джессел[англ.] (1904—1990), от брака с которым у неё было трое детей. Супруги развелись в 1960 году. В том же 1960 году её вторым мужем стал Деннис Сесил Уиттингтон Уолш.
- Леди Майри Элизабет Вейн-Темпест-Стюарт[англ.] (25 марта 1921 — 16 ноября 2009), му с 1940 года (развод в. 1958) Дерек Уильям Чарльз Кеппель, виконт Бери (1911—1968), старший сын Уолтера Кеппеля, 9-го графа Албемарла, от брака с которым у неё было две дочери.

У лорда Лондондерри была незаконнорожденная дочь от американской актрисы Фанни Уорд, по имени Дороти Мейбл Льюис (1900—1938). Она впервые вышла замуж в 1918 году за племянника горного магната Барни Барнато, капитана Джека Барнато, который умер от пневмонии вскоре после их свадьбы. Её вторым мужем, за которого она вышла замуж в 1922 году, был Теренс Планкет, 6-й барон Планкет (1889—1938), от брака с которым у неё было трое сыновей: Патрик Планкет, 7-й барон Планкет, Робин Планкет, 8-й барон Планкет, и достопочтенный Шон Планкет. Лорд и леди Планкет погибли в авиакатастрофе в Калифорнии в 1938 году.
Перенесший инсульт после несчастного случая с планером через несколько лет после окончания войны, лорд Лондондерри умер 10 февраля 1949 года в Маунт-Стюарт, графство Даун, в возрасте 70 лет.

## Труды
- Edith, Lady Londonderry, Retrospect. (London, 1938)
- Lord Londonderry, Ourselves and Germany. (London, 1938)
- Lord Londonderry, Wings of Destiny. (London, 1943)